# Внешняя политика Таиланда

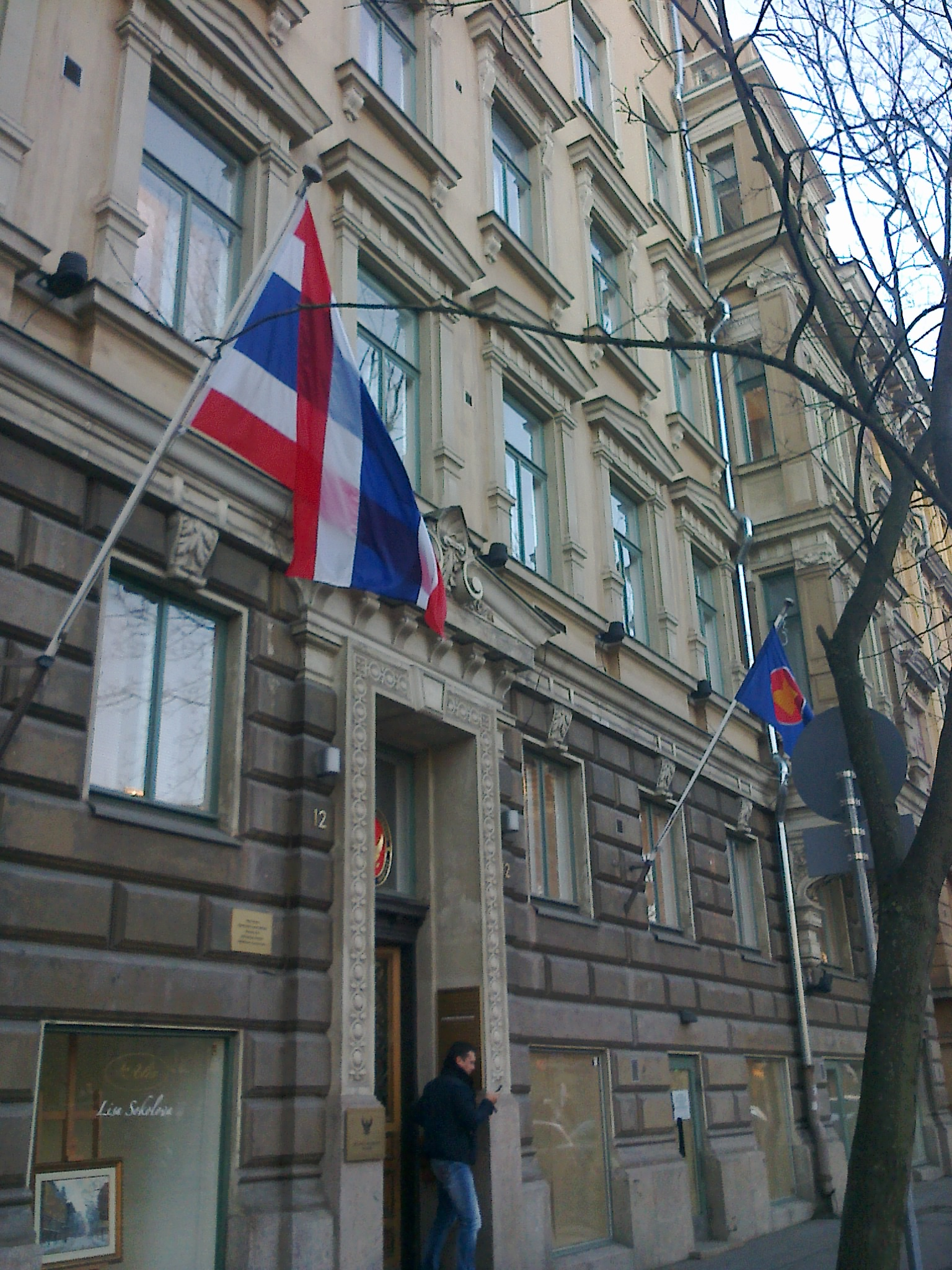
Посольство Таиланда в Хельсинки под флагом АСЕАН, а также национальный флаг страны

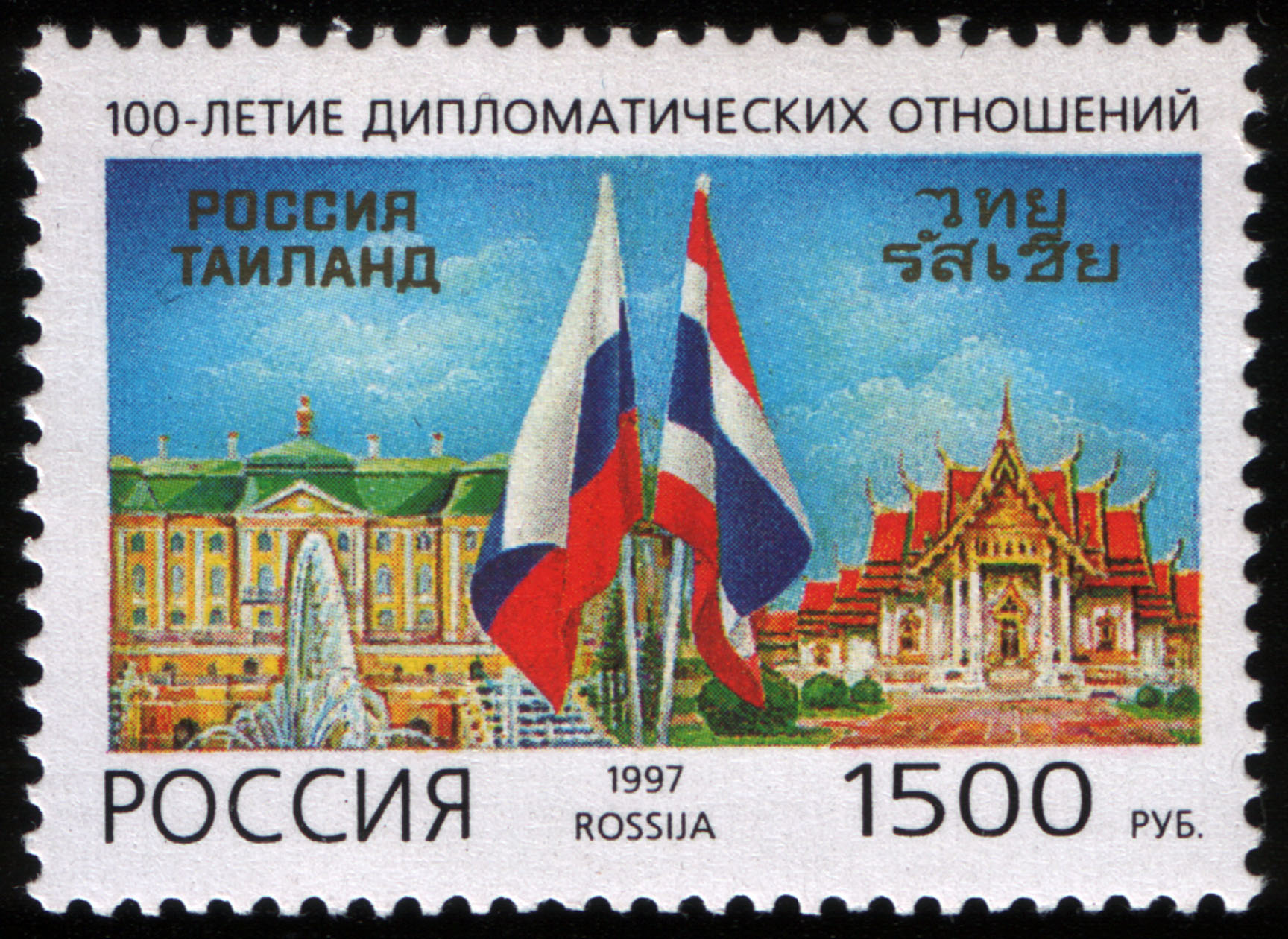
Почтовая марка Россия, посвящённая 100-летию установления дипломатических отношений между Россией и Таиландом, 1997 г.

Внешняя политика Таиланда находится в ведении Министерства иностранных дел Таиланда и его руководителя — министра иностранных дел Таиланда, г-на Дон Прамудвина (นายดอน ปรมัตถ์วินัย).
Стратегическим планом современной внешней политики страны является: обеспечение хороших отношения с соседними странами и регионами Юго-Восточной Азии, содействие конструктивной роли Таиланда в АСЕАН, обеспечение конкурентоспособности и экономического сотрудничества.
Таиланд активно участвует в международных и региональных организациях, имеет тесные связи со странами-членами АСЕАН: Индонезией, Малайзией, Филиппинами, Сингапуром, Брунеем, Лаосом, Камбоджей, Бирмой и Вьетнамом, принимает участие во встречах глав государств и правительств стран-членов организации, который проходят дважды в год. Председательство в организации осуществляется в установленном порядке. В 2003 году Таиланд был председателем организации АСЕАН. С 2005 года и по 31 августа 2013 года д-р Супачай Панитчпакди, бывший заместитель премьер-министра Таиланда, был Генеральным секретарем Организации Объединенных Наций по торговле и развитию (ЮНКТАД). В 2005 году Таиланд принял участие в первом Восточно-азиатском саммите.
В последние годы Таиланд играет все более активную роль на международной арене. В 1999 году, когда Восточный Тимор получил независимость от Индонезии, Таиланд, впервые в своей истории, принимал участие в составе международных миротворческих сил. Его войска остаются там и сегодня в составе миротворческих сил ООН. В рамках усилий по активизации международных связей, Таиланд заинтересован принимать участие в таких региональных организациях, как Организация американских государств (ОАГ) и Организация по безопасности и сотрудничеству в Европе (ОБСЕ).
В 1897 году были установлены тайско-российские дипломатические отношения.

## Споры
Участки границы Таиланда с Лаосом являются бессрочными; морская граница с Вьетнамом проведена в августе 1997 года; части границы с Камбоджей имеют неопределенный характер; морские границы с Камбоджей четко не определены; между Мьянмой и Таиландом возникают спорадические конфликты за выравнивание границы.

## Азия

### Бангладеш
Отношения Таиланда с Бангладеш считаются дружественными. Сделаны шаги к улучшению торговли и инвестиций между двумя странами. Дипломатические отношения были установлены 5 октября 1972 года. В 1974 году было открыто посольство. Первый визит в Таиланд президента Зиаура Рахмана в Таиланд состоялся в 1979 году.
Страны не стремятся вмешиваться во внутренние дела друг друга, что показала реакция на события, происходящие в странах в 2006 году, например, в Государственный переворот в Таиланде (2006) и Бангладешский политический кризис (2006—2008).

### Бруней
Бруней имеет посольство в Бангкоке, Таиланд имеет посольство в Бандар-Сери-Бегаван. Отношения между странами всегда были близкими и сердечными.

### Камбоджа
Части границы Камбоджи с Таиландом являются бессрочными, а морские границы с Таиландом четко не определены. 5 ноября 2009 года Таиланд отозвал своего посла из Камбоджи в знак протеста против назначения правительством Камбоджи Тайского экс-лидера Таксина Чинавата экономическим советником. Тайский премьер-министр Апхисит Ветчачива заявил, что это «первые дипломатические ответные меры» против такого назначения. Правительство Камбоджи заявило, что откажется от любого запроса об экстрадиции из Таиланда Таксина, так как считает его жертвой политических преследований.

### Китай
Государство Сиам, как и некоторые другие азиатские государства, долгое время находился под владычеством китайских императоров. Сиамские короли должны были платить дань соседу. Такая вассальная система была создана еще древними китайскими императорами, которые преследовали цели защиты государственных интересов и получения выгод в торговле. Китай долгое время отказывался от официальных признаний вассальных государств.
С середины XIX века Китай стал утрачивать свое влияние, особенно после Опиумных войн с западными странами. В итоге Китай превратился в полузависимую державу. Он отказался от привилегий в торговле. В это время Сиам покончил с данническими отношениями с Китаем. К 1949 году вооружённые силы Коммунистической партии Китая (КПК) победили в гражданской войне. Многие государства не признали Китайскую народную республику. Не признал КНР и Таиланд. Таиландское руководство решило взять в союзники западный блок, от которого он мог получить больше выгод, включая финансовую и военную помощь.
Во время войны во Вьетнаме проявилась китайско-таиландская конфронтация. Китай поддерживал правительство Хо Ши Мина, а Таиланд обеспечивал инфраструктуру военным США. Отношения между странами в это время приобрели характер вражды.
1 июля 1975 года Таиланд установил дипломатические отношения с КНР. Со временем Таиланд стал проводником в сближении Китая со странами АСЕАН. В 1999 году КНР и Таиланд подписали коммюнике, касающееся сотрудничества в XXI веке. Страны договорились обеспечивать сотрудничество в пяти областях: политической, экономической, социально-культурной и военной.

### Индия
Дипломатические отношения между Индией и Таиландом были установлены в 1947 году, вскоре после того, как Индия обрела независимость. Таиланд имеет три посольства в Индии: в Мумбаи, в Нью-Дели и в Калькутте. Индия также имеет три посольства в Таиланде: в Бангкоке, Чиангмае и в Муанге.
Конец холодной войны привел к повышению содержания и темпов двустороннего взаимодействия. Политика «Look East» создала предпосылки для развития двусторонних отношений. В последние несколько лет происходит расширения экономических и торговых связей, обмен визитами на высоком уровне, подписание большого числа соглашений, ведущих к дальнейшему углублению отношений. Таиланд и Индия сотрудничают на разных форумах, таких как Индийское диалоговое партнерство с АСЕАН, Региональный форум АСЕАН, саммит Восточной Азии, Инициатива Бенгальского залива по Многоотраслевой Технико-Экономической Кооперации с участием Бангладеш, Индии, Шри-Ланки, Таиланда, Мьянмы, Непала и Бутана, трехсторонних транспортных связей с Таиландом, Мьянмой и Индией.

### Индонезия
Индонезия и Таиланд рассматриваются как естественные союзники. Обе страны официально установили дипломатические отношения в 1950 году и с тех пор поддерживают дружественные отношения. Обе страны открыли посольства в своих столицах. Индонезия имеет посольство в Бангкоке и консульство в Сонгкхлу, Таиланд имеет свои посольства в Джакарте. Обе страны являются основателями Ассоциация государств Юго-Восточной Азии (АСЕАН), Движения неприсоединения и АТЭС. Индонезия является наблюдателем в Камбоджийско-Тайском пограничном конфликте (2008).

### Израиль
Израиль и Таиланд имеют официальные отношений с июня 1954 года. Израильское посольство в Бангкоке было открыто в 1958 году С 1996 года Таиланд имеет посольство в Тель-Авиве. После наводнения в 2011 году Израиль послал своих экспертов в Таиланд. Принцесса Чулабхорн Махидал содействует научному сотрудничеству между двумя странами. Тайским послом в Израиле является Бун-Лонга.

### Япония

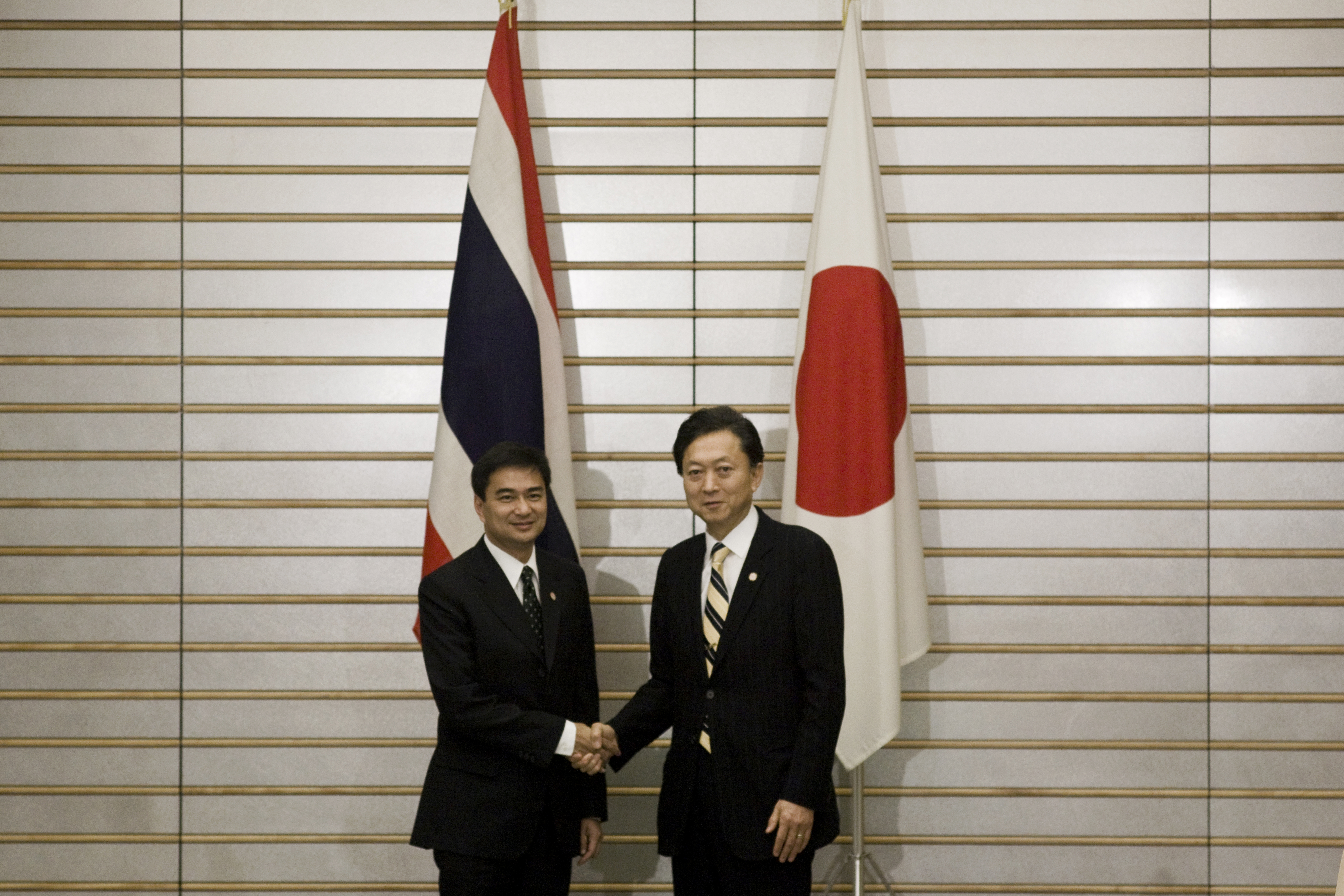
Абхисит с японским премьер-министром Юкио Хатояма 8 ноября 2009 года в Токио

Япония стала для Таиланда основным торговым партнером и иностранным инвестором. С 2005 года Япония наращивает в Таиланд экспорт легковых автомобилей японских марок (Тойота, Ниссан, Исузу), что позволило стране значительно улучшить торговый баланс. В 2007 году было подписано Японно-Таиландское соглашение об экономическом партнерстве между двумя странами.

### Лаос
Таиланд и Лаос поддерживают имеют тесные культурные связи. Обе страны заинтересованы в использовании реки Меконг, которую считают «рекой мира и дружбы».

### Малайзия
Таиланд имеет посольство в Куала-Лумпур, Генеральное консульство в Джорджтауне и Кота-бару. Малайзия имеет посольство в Бангкоке. Тайско-Малайские отношения испортились из-за конфликта в Южном Таиланде.

### Пакистан
В августе 2013 года премьер-министр Таиланда Йинглак Чинават посетила Пакистан. Это был первый чиновник, посетивший Пакистан за последние десять лет.

### Палестина
Таиланд официально признал Палестину, как независимое государство 18 января 2012 года.

### Филиппины
Таиланд поддерживает теплые и дружественные отношения с Филиппинами. Официальные отношения поддерживаются с 14 июня 1949 года. Таиланд является одним из основных торговых партнеров Филиппин. Двусторонние отношения продолжают укрепляться путем переговоров и соглашений в области экономики, безопасности и культуры, торговле рисом, борьбой с наркотиками.

### Саудовская Аравия
Официальные отношения Саудовской Аравии и Таиланда поддерживаются с 1957 года. Сотни тысяч тайцев работают в Саудовской Аравии Однако отношения между странами резко ухудшились за последние 20 лет. Дипломатические миссии понижены до уровня Поверенного в делах, снизилось количество таиландских рабочих в Саудовской Аравии. Саудовская Аравия не выдает рабочие визы для тайцев и советует гражданам воздержаться от посещения страны.

### Южная Корея
Обе страны установили дипломатические отношения 1 октября 1958 года. Во время корейской войны Таиланд посылал войска для поддержки Южной Кореи. В октябре 2003 года президент Южной Кореи Но Му Хён посетил Таиланд. Южная Корея является 10-м крупнейшим торговым партнером страны.

### Вьетнам
Дипломатические отношения между двумя странами существует с 1976 года. Однако, отношения между двумя странами омрачаются разногласиями за контролем над странами Лаос и Камбоджа.
В XIX веке Таиланду (известному как Сиам) пришлось вести серию войн с династией Нгуен за контроль над Камбоджей. Это соперничество затихло после того, как французские колонисты вмешались и создали в Юго-Восточной Азии французский Индокитай.
Во время войны во Вьетнаме, Таиланд был на стороне Южного Вьетнама и США. Авиабаза страны Тапао использовалась для ВВС США. После падения Сайгона в 1975 году, Южно-Вьетнамские летчики прибыли в Тапао.
В 1979 году, когда красные Кхмеры в соседней Камбодже развязали Кампучийско-вьетнамский конфликт, это вызывало озабоченность в Таиланде. Тайские власти, опасаясь Вьетнамской экспансии, объединились с «красными Кхмерами», позже в Коалиционное правительство Демократической Кампучии.
Камбоджийские беженцы находили убежище в приграничных лагерях, расположенных на Тайско-Камбоджийской границе. В последующие годы Вьетнам начал серию рейдов на лагеря, вьетнамские войска часто проникали на территорию Таиланда, обстреливали приграничные селения.

### Россия

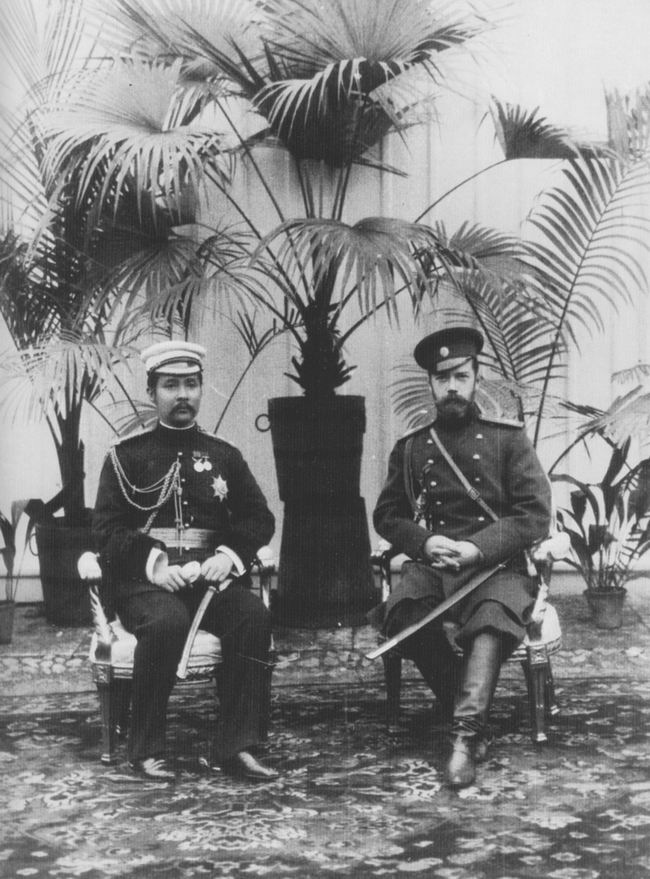
Король Сиама Рама V Чулалонгкорн и Император Николай II в Санкт-Петербурге

3 июня 1897 года прошла первая официальная встреча Короля Сиама Рамы V Чулалонгкорн и Императора Всероссийского
Николая II в Санкт-Петербурге. Король Чулалонгкорн Великий стал первым из сиамских королей, которые посетили Россию и положили начало тайско-российским дипломатическим отношениям.

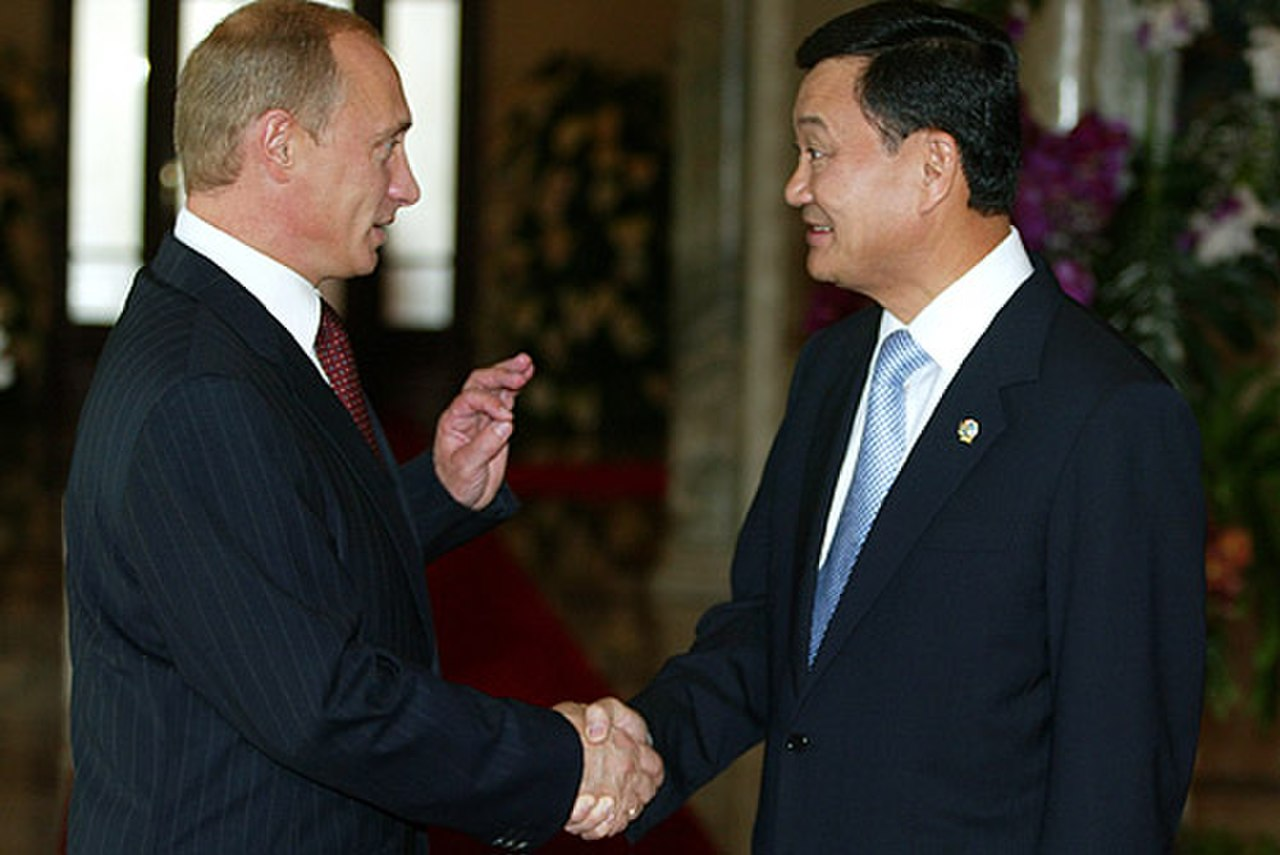
Президент Путин и экс-премьер-министр Таксин Чинавата перед началом саммита АТЭС в 2003 году

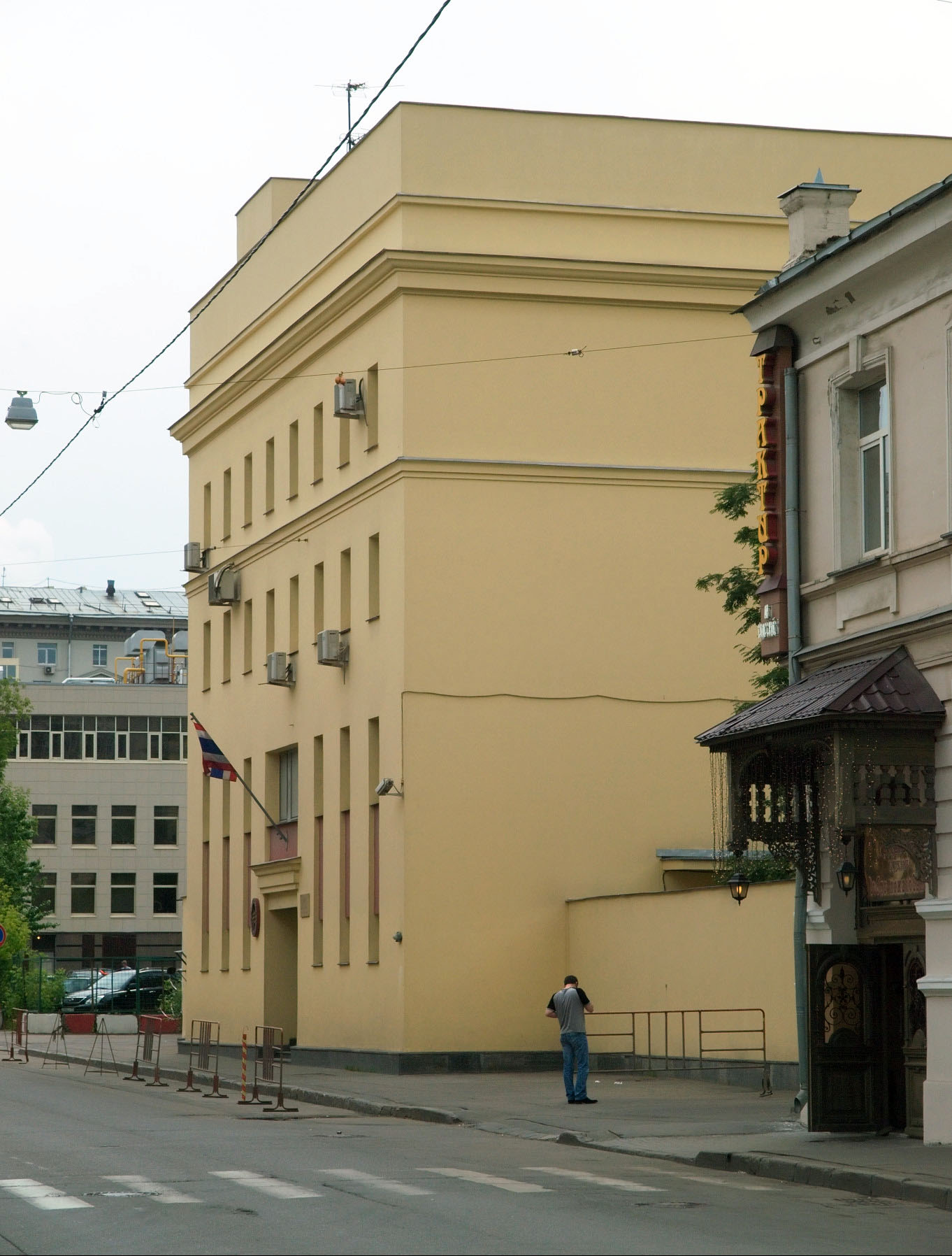
Посольство Таиланда в Москве.

В конце XIX века Сиамский король ставил перед собой следующие задачи: заручиться поддержкой России в разрешении опасных для Сиама конфликтов с Францией, установить дипломатические отношения с Россией. В своем письме от 3 февраля 1897 года на имя императора России Николая II он писал: «Желание поддержания и укрепления дружественных отношений, которые так счастливо существуют между Сиамом и властью Вашего Величества, и установления непосредственных дипломатических отношений побудило Нас аккредитовать министра ко двору Вашего Величества».
Миссия России в Сиаме основана в 1898 году. Первым послом Российской империи в Королевстве Сиам был Александр Эпиктетович Оларовский. При дворе находилась «русская партия». Итогом установления связей с Россией было то, что Сиам не был колонизирован, однако был разделён на сферу английского и французского влияния. После русско-японской войны 1904—1905 годов ослабло влияние России на Дальнем Востоке:.
Советский Союз и Таиланд установили дипломатические отношения 12 марта 1941 года. В 1947 было заключено соглашение об обмене между странами дипломатическими представительствами. В 1988 году премьер-министр Таиланда Прем Тинсуланон совершил официальный визит в Москву. 28 декабря 1991 года таиландское правительство признало Российскую Федерацию суверенным государством и преемником Советского Союза.
Россия имеет посольство в Бангкоке и два почетных консульства на Пхукете и в Паттайе. Таиланд имеет своё посольство в Москве и два консульства в Санкт-Петербурге и Владивостоке.
В 2017 году страны Россия и Таиланд отмечают 120 лет установлению дипломатических отношений между Россией и Таиландом. Празднование является государственной программой, которую проводят правительства двух стран.

## Европа, Америка
Таиланд также имеет дипломатические отношения со странами Америки, Африки, Европы, с Австралией.

### Украина
Международные отношения между Украиной и Королевством Таиланд можно охарактеризовать как хорошие и стабильно развивающиеся.
Дипломатические отношения между двумя государствами были установлены 6 мая 1992 года путем обмена соответствующих нот. Интересы Таиланда на Украине представляет Посольство Королевства Таиланд в Республике Польша. 22 октября 2002 года в Бангкоке начало свою деятельность Посольство Украины.
Весомым результатом активизации двусторонних контактов различного уровня стало предоставление Таиландом конкретной поддержки намерениям Украины стать членом Всемирной торговой организации, а также подписание двустороннего Протокола между Украиной и Королевством Таиланд по доступу на рынки товаров и услуг в контексте вступления Украины в ВТО.
Украинские и тайские дипломаты активно сотрудничали в ходе обсуждения обновленной Резолюции ГА ООН о запрете противопехотных мин. В октябре 2004 года состоялась рабочая поездка в Киев группы тайских дипломатов, в рамках которой были проведены консультации по согласованию подходов к имплементации Конвенции о запрещении противопехотных мин. Украина согласилась стать соавтором обновленного документа, а также ратифицировала в 2005-м году соответствующую Конвенцию. Украина и Королевство Таиланд активно сотрудничали по вопросам, связанным с реформой ООН и Совета Безопасности Организации.
В мае 2008 года в Киеве было официально открыто Почетное Консульство Таиланда на Украине, а также вступило в силу Соглашение об отмене визовых требований для предъявителей дипломатических, служебных и официальных паспортов, что способствовало активизации политического диалога между странами.
С 9-го по 13 октября 2012 года прошел официальный визит на Украину Министра обороны Таиланда, главного маршала авиации С.Суванатата. Во время визита было подписано Соглашение между Кабинетом Министров Украины и Правительством Королевства Таиланд о сотрудничестве в сфере обороны. В течение ряда встреч с 2013-го по 2016-й были обсуждены вопросы реализации Украиной внешнеэкономических договоров с Таиландом на поставку бронетехники и возможности организации на территории Королевства предприятия по ремонту и обслуживанию бронетанковой техники.
5 июня 2017 года состоялся первый в истории двусторонних украинско-тайских отношений официальный визит Министра иностранных дел Украины в Таиланд. По итогам переговоров сторонами был подписан Договор между Украиной и Королевством Таиланд о взаимной правовой помощи по уголовным делам и Торговое Соглашение между Правительством Украины и Правительством Королевства Таиланд. Торговое Соглашение регламентирует, в частности, начало работы Совместной комиссии по вопросам торговли под председательством Министра экономического развития и торговли Украины и Министра коммерции Таиланда, которая будет заниматься изучением возможностей расширения и диверсификации двусторонних торгово-экономических отношений.
12-го и 13 июня 2017 года рабочий визит в Таиланд осуществил Первый заместитель Генерального прокурора Украины. В ходе визита было подписано Соглашение между Генеральной прокуратурой Украины и Офисом Генерального прокурора Королевства Таиланд о взаимном сотрудничестве.
В течение 25 лет с момента установления дипотношений между Украиной и Таиландом было подписано 18 двусторонних договорно-правовых документов, еще несколько проектов находятся на согласовании сторон. Украина активно сотрудничает с Таиландом в рамках ООН и других международных организаций. В частности, установившейся и эффективной, в этом контексте, является практика взаимной поддержки между Украиной и Таиландом по электоральным вопросам.

### Европейский Союз
Британские отношения с Таиландом восходят к 1612 году, когда восточно-индийская компания «Глобус» прибыла в Сиам с письмом от короля Якова I для сиамского короля. В 1893 году лорд Лансдаун содействовал установке границы между Бирмой и Сиамом; Англо-Сиамский договор 1909 года разганичил северные Малайские государства.

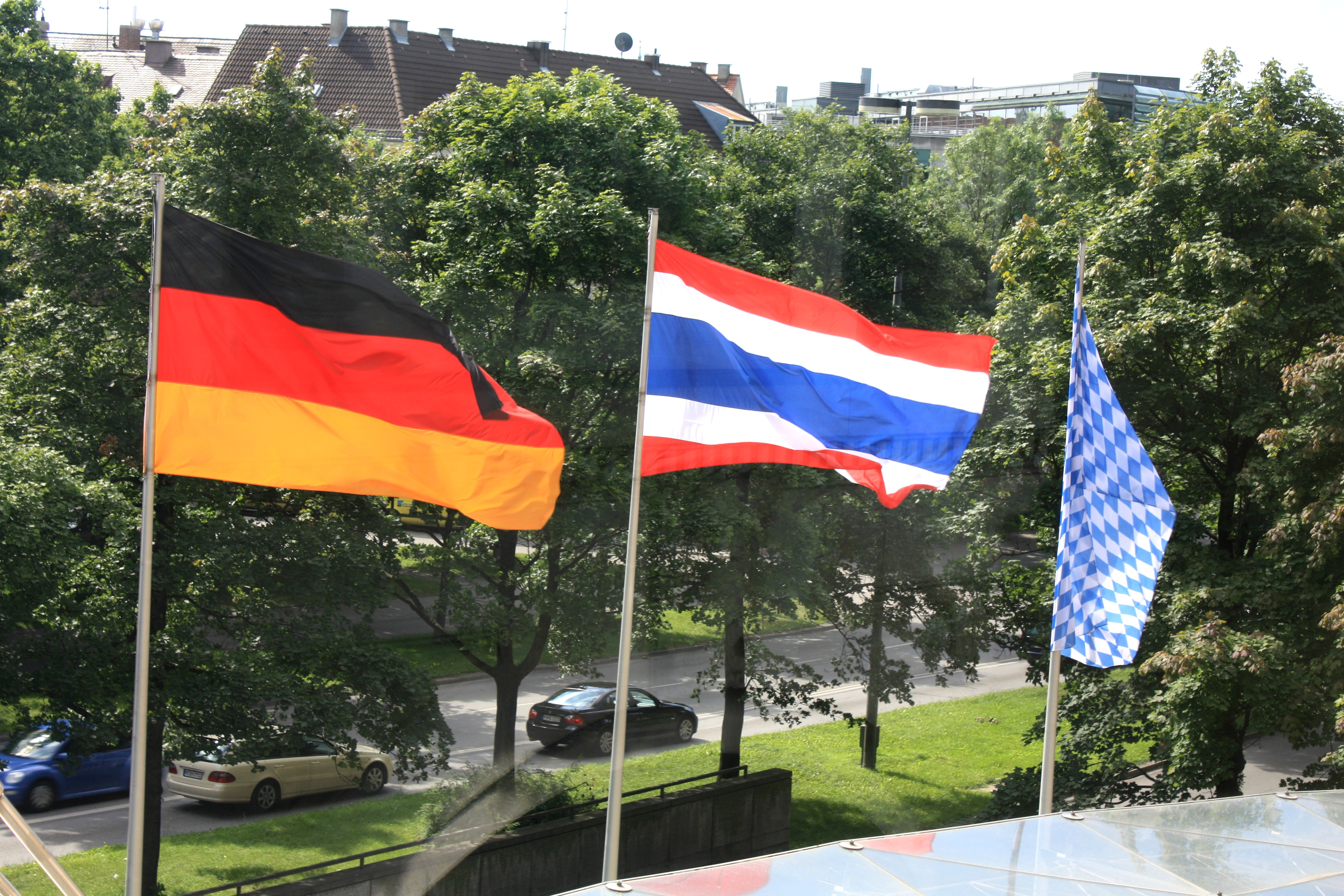
Флаги Таиланда, Германии и Баварии во время визита в Германию премьер-министра Таиланда Йинглак Чиннават, 2012 г.

В начале XX века, во время Первой мировой войны, Сиамское королевство объявило войну Германии, потом принимало участие в Версальской мирной конференции. Министр иностранных дел Devawongse Varopakarn использовали эту возможность, чтобы выступить за отмену договоров XIX века и восстановить полный суверенитет страны. В то время Великобритания и Франция затягивали решение этого вопроса до 1925 года. После начала Второй мировой войны, несмотря на то, что бывшая королева Рамбай Барни была руководителем движения сопротивления Сери Тай в Великобритании, отношения Таиланда с Англией, Францией и Соединенными Штатами ухудшились. Япония позволила Таиланду возобновить суверенитет над султанатами северной Малайи, которые были утрачены по договору 1909 года с Великобританией, вторгнуться в шанские государства и аннексировать их в Северной Бирме. После капитуляции Японии на англичан была возложена военная ответственность союзников за Таиланд, однако США поддержали новое правительство Таиланда.

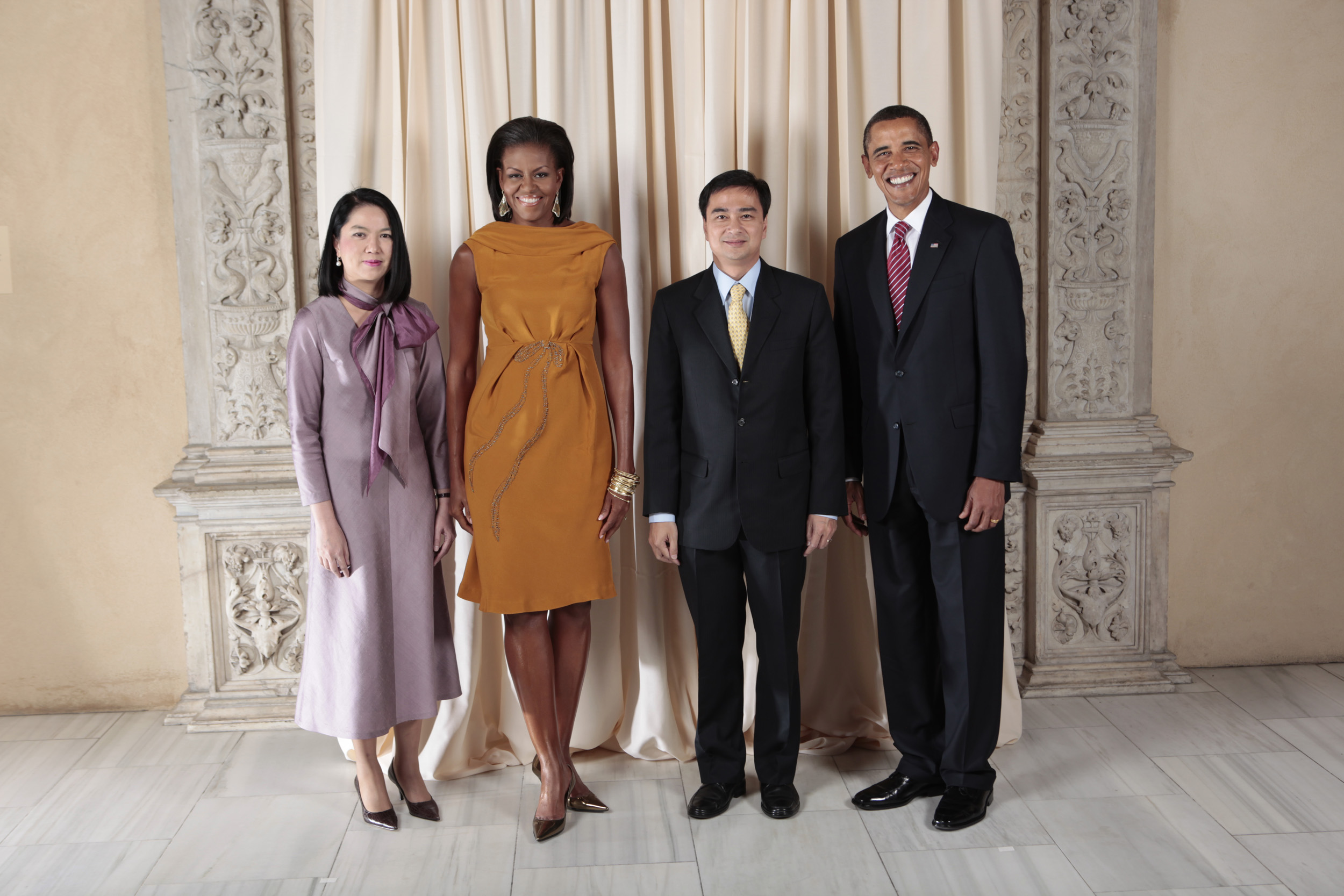
Пимпен Ветчачива, Мишель Обама, премьер-министр Абхисит Ветчачива и президент США Барак Обама 23 сентября 2009 года в Нью-Йорке

Дипломатические отношения между Королевством Сиам и Пруссией были учреждены 17 февраля 1862 года.
Сиамское правительство объявило войну Германии в августе 1917 года. Во время Второй Мировой Войны Тайское правительство действовало в союзе с германским и японским правительствами.
В настоящее время Таиланд имеет посольство в Берлине, генеральное консульство во Франкфурте, консулов в Эссене, Гамбурге, Мюнхене и Штутгарте. Германия имеет посольство в Бангкоке, консульство в Чиангмае, Паттайе и Пхукете.

### США
Таиланд имеет официальные отношения с США с 1833 года. С 2003 года Соединенные Штаты рассматривают Таиланд, как основной союзник вне НАТО. США предоставляют Таиланду финансовую и военную помощь.
Таиланд имеет посольство в Вашингтоне и Генеральное консульство в Чикаго, Лос-Анджелесе и Нью-Йорке. США имеет посольство в Бангкоке и Генеральное консульство в Чиангмае (Chiang Mai).

### Постоянные представительства
| Организация | Официально                               | Города и страны     |
| ----------- | ---------------------------------------- | ------------------- |
| ASEAN       | Ассоциация государств Юго-Восточной Азии | Джакарта, Индонезия |
| ООН         | Организация Объединенных Наций           | Женева, Швейцария   |
| ООН         | Организация Объединенных Наций           | Нью-Йорк, США       |

### Торговые представительства
| Страна  | Официально           | Город  | Название                                                           |
| ------- | -------------------- | ------ | ------------------------------------------------------------------ |
| Тайвань | Китайская Республика | Тайбэй | Тайбэйское экономическое и культурное представительство в Таиланде |

## Участие международных организациях
АТЭС, АзБР, АСЕАН, БИМСТЕК, План Коломбо, ЭСКАТО, ФАО, Группа 77, МАГАТЭ, МБРР, ИКАО, МКСП, ICRM, мар, МФСР, МФК, Международное движение Красного Креста и Красного Полумесяца, ВОЗ, МОТ, МВФ, ИМО, Инмарсат, Интелсат, Интерпол, УВН, МОМ, ИСО, МСЭ, ДНП, ОАГ (наблюдатель), ОЗХО, ППШ, ООН, ЮНКТАД, ЮНЕСКО, УВКБ, ЮНИДО, УНИКОМ, ЮНИТАР, МООНБГ, ВАООНВТ, УООН, ВПС, ВКТ, ВТО, ВФП, ВОЗ, ВОИС, ВМО, ЮНВТО.

## Министерство иностранных дел Таиланда
До создания министерства иностранных дел внешние сношения страны осуществлялись преимущественно её абсолютными монархами. В 1840 году король Монгкут основал министерство иностранных дел Королевства Сиам, которое управлялось непосредственно королем. Первым министром иностранных дел Сиама в 1871 году стал Чао Прайя Бханувонг, назначенным королем Чулалонгкорном.
В разное время министерство иностранных дел страны возглавляли:
- 1875—1885: Чао Фья Бхануонгсе Маха Косатибоди
- 1885—1923: Принц Девагонсе Варопакарн
- 1924—1932: Принц Трайдос Прабанд
- 1932—1933: Пья Шривисаравая
- 1933—1934: Пья Абибанраджамаитри
- 1934—1935: Пья Фахолфонфахасена
- 1935—1936: Пья Срисена
- 1936—1938: Приди Паномионг
- 1938—1939: Чао Пья Шридхармадбез
- 1939—1941: Плаек Пибулсонкрам
- 1941: Дирек Джаянама
- 1941—1942: Пибун Сонгкрам
- 1942—1943: Уичит Вичитватакан
- 1943—1944: Дирек Джаянама
- 1944—1945 годы: Шрисена Сампатисири
- 1945—1946: Сени Прамой
- 24.03.1946-06.02.1947: Дирек Джаянама
- 1947: Дамронг Навасават
- 1947: Архакитти Баномионг
- 1947—1948: Пья Шривисаравая
- 1948—1949: Придисепонг Девакул
- 1949: Плаек Пибулсонкрам
- 1949—1950: Пот Сарасин
- 1950—1952: Вакаран Банча
- 1952—1958: Принц Ван Вайетайкон
- 10.02.1959-17.11.1971: Танат Хоман
- 1971—1973 годы: Таном Киттикахорн
- 1973—1975 годы: Чарунфан Исарангун На Аютайя
- 1975: Бхичай Раттакул
- 1975—1976: Чатичай Чунхаван
- 1976: Бхичай Раттакул
- 1976—1980 годы: Упадит Пачарянкан
- 1980—1990: Сиддхи Савецила
- 1990: Субин Пинкаян
- 1990—1991: Архит Орайрат
- 1991—1992 годы: Арса Сарасин
- 1992: Понгпол Адирексарн
- 1992: Арса Сарасин
- 1992—1994 годы: Прасонг Сонсири
- 1994—1995 годы: Таксин Чинаватра
- 1995: Красае Чанавонсе
- 1995—1996 годы: Касем С. Касемри
- 1996: Амнуэй Вираван
- 1996—1997: Прачуаб Чайясян
- 1997—2001 годы: Сурин Питсуван
- 2001—2005: Суракиарт Сатиратэй
- 2005—2006: Кантати Супамонхон
- 2006—2008: Нитья Пибулсонкрам
- 2008: Ноппадол Паттама
- 2008: Тей Буннаг
- 2008: Сарой Чаванавирадж
- 2008: Сампонг Аморнвиват
- 20.12.2008-09.08.2011: Касит Пиром
- 2011—2014: Сурапонг Товичхаикул
- 2014: Фонгтеп Сепканжияна
- 2014—2015: Санасак Патимапракорн
- 2015-настоящее время: Дон Прамудвина.